# Greatest Hits: My Prerogative
Greatest Hits: My Prerogative је прва компилација хитова америчке певачице Бритни Спирс. Албум је издат 24. новембра 2004. године. Компилација садржи њене највеће хитове. До датума албум је продат у 5.5 - 6 милиона копија.